# Grupo Editorial Miguel Ángel Porrúa
Grupo Editorial Miguel Ángel Porrúa (MAPorrúa) es una editora y librería mexicana fundada por Miguel Ángel Porrúa Venero en 1978 en la Ciudad de México.

## Historia
La empresa Miguel Ángel Porrúa librero-editor [estilizado en minúsculas] fue fundada en 1978 por Miguel Ángel Porrúa Venero inicialmente en Donceles N.º 63 en el Centro Histórico de la Ciudad de México. En 1980 la compañía emigró al sur de la ciudad, y en 1984 se instaló definitivamente en Amargura N.º 4, San Ángel, Alcaldía Álvaro Obregón, 01000 Ciudad de México. Es una casa editora que se dedica a la edición, impresión y publicación de libros académicos, literarios y científicos.
El Grupo Editorial Miguel Ángel Porrúa fue creado en 1980, y en 1987 la compañía se estableció en Chihuahua N.º 23, Colonia Progreso, San Ángel, Alcaldía Álvaro Obregón, 01080 Ciudad de México. La casa editora cuenta con talleres propios de tipografía, fotomecánica e impresión.
La editora Miguel Ángel Porrúa se ha destacado por publicar obras de diversas disciplinas, entre ellas historia, literatura, filosofía, ciencias sociales, ciencias naturales. Su catálogo incluye obras tanto de autores nacionales como internacionales.
A través de coediciones con decenas de instituciones de educación superior en México, ha establecido varias colecciones que abarcan diversas áreas como educación, medio ambiente, sociología, historia, derecho, economía, administración de empresas, arte, democracia, filosofía, política y gobierno, políticas públicas, migración y literatura, entre otras. MAPorrúa también tiene una línea dedicada a niños y jóvenes.
En cuanto a las universidades y otras instituciones, MAPorrúa ha ponderado las dificultades que supone para estas organizaciones la difusión de las obras producto de las investigaciones que sus académicos desarrollan, por lo que la distribución de tales libros se dirige desde las librerías de esta casa editora.
MAPorrúa cuenta asimismo con una librería en el Local número 13 de Un Paseo por los Libros, en el pasaje del Metro de la Ciudad de México ubicado entre las estaciones Zócalo y  Pino Suárez. Su operación se expande hacia un circuito que incluye librerías mexicanas, así como distribución en Estados Unidos, España y América Latina.
De gran importancia es el rescate de documentos y publicaciones facsimilares destinados a difundir el conocimiento sobre México, así como ediciones especiales, libros de arte e historia profusamente ilustrados. Actualmente la colección del Grupo Editorial Miguel Ángel Porrúa cuenta con unos 4000 títulos publicados.